# کوشیوو
کوشیوو (به لاتین: Kusheyevo) یک منطقهٔ مسکونی در روسیه است که در باشقیرستان واقع شده‌است.